# Cybiko

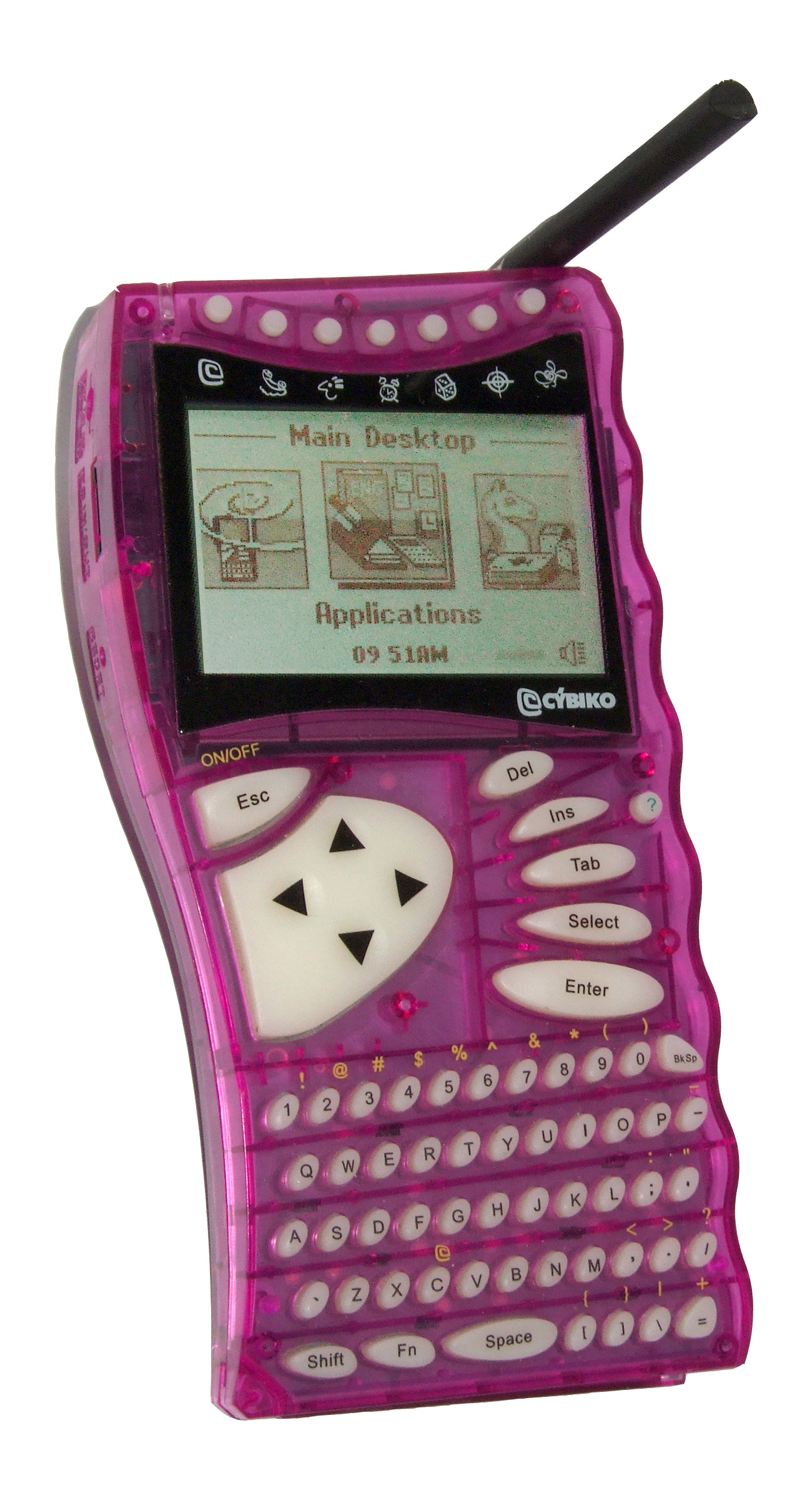
Cybiko Classic mit ausgeklappter Antenne

Der Cybiko ist ein im Jahr 1998 auf dem Markt gekommener und für Jugendliche konzipierter Electronic Organizer mit einem eingebauten drahtlosen Textnachrichtensystem. Offiziell sind 450 Freeware-Spiele und Anwendungen veröffentlicht.
Wegen der Textnachrichten ist das Gerät mit einer vollständigen QWERTY-Tastatur ausgestattet, die wegen der kleinen Tastengröße mit einem mitgelieferten Stylus bedient werden kann. Ein MP3-Player und ein Cardreader für SmartMedia-Karten sind optional erhältlich. Der Hersteller hat die Produktion im Jahr 2003 nach zwei Modellen eingestellt, es existiert aber immer noch eine Schar von Anwendern und Programmierern. Einige Innovationen des Cybiko, etwa das drahtlose vernetzte Chat-System, wurden für das OLPC-Projekt (One laptop per child) übernommen.
Cybikos können per Standard auf eine Entfernung von bis zu 300 Metern miteinander kommunizieren. Über das Freeware-Programm UI Power ist eine Erhöhung auf bis zu 450 Meter möglich.

## Modelle

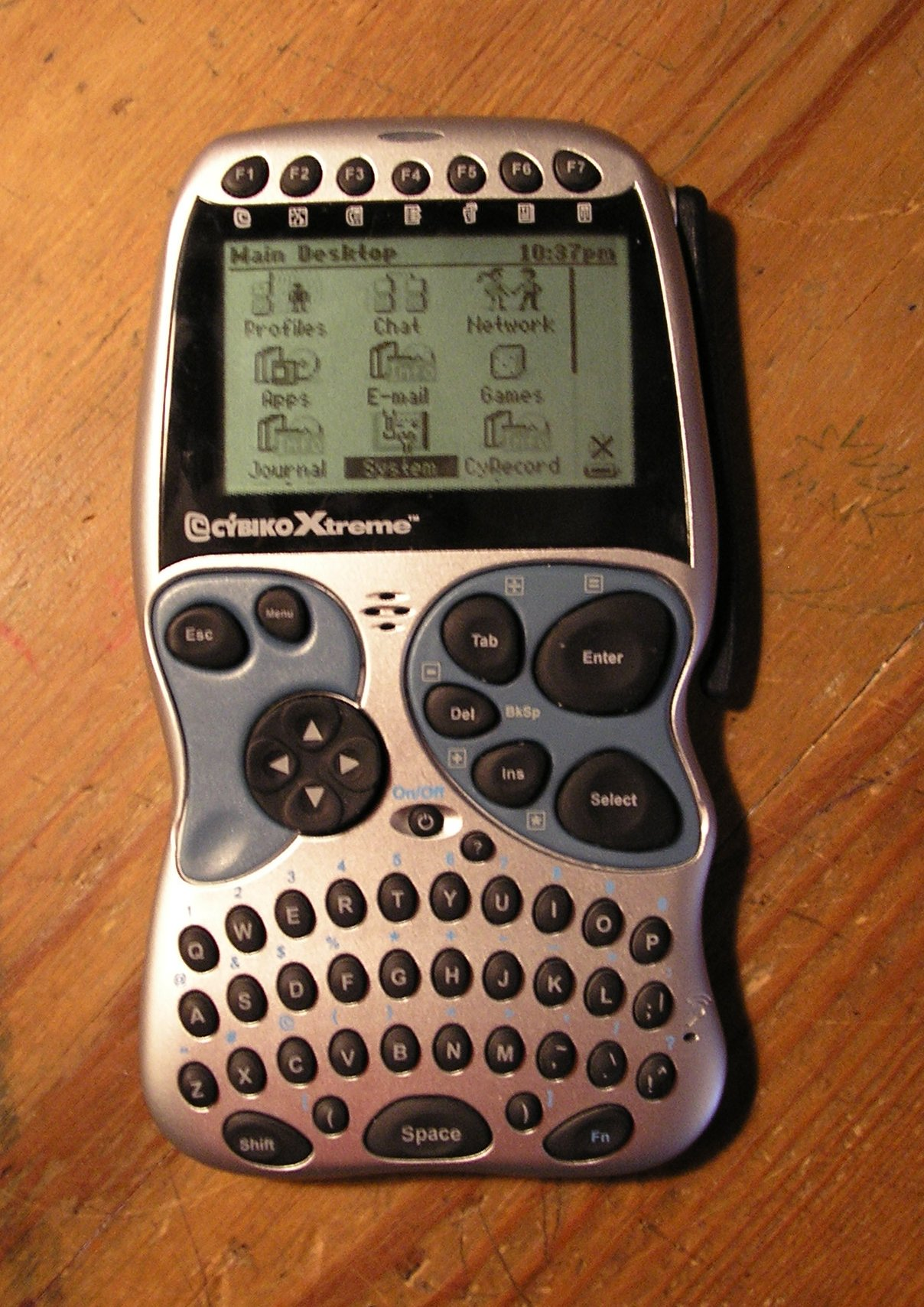
Cybiko Xtreme mit eingeklappter Antenne

### Cybiko Classic
Der Cybiko Classic verwendet als Hauptprozessor einen Hitachi H8S/2241 mit einer Taktfrequenz von 11,0592 MHz sowie für die drahtlose Kommunikation den Coprozessor Atmel AT90S2313 mit einer Taktfrequenz von 4 MHz. Es ist mit 512 KB ROM Flashspeicher und mit 256 KB RAM ausgestattet. Der Slot für die Speichererweiterung auf der Gehäuse-Rückseite hat den gleichen Aufbau wie der einer PC-Card, ist aber zu dieser inkompatibel.

### Cybiko Xtreme
Der Cybiko Xtreme ist das erheblich besser ausgestattete Nachfolgemodell des Cybiko Classic. Es bietet einen schnelleren Prozessor, mehr Speicher, ein neues Gerätedesign mit einem anderen Tastatur-Layout, ein neues Betriebssystem, ein eingebautes Mikrophon und ein verbessertes Soundsystem. Es verwendet den Hitachi H8S/2323 mit einer Taktfrequenz von 18 MHz.

## Programmierung
Software für den Cybiko kann in C oder Cybasic, einer eigenen Basic-Variante, geschrieben werden.